# Dufourea trautmanni
Dufourea trautmanni är en biart som beskrevs av Dusmet y Alonso 1935. Dufourea trautmanni ingår i släktet solbin, och familjen vägbin. Inga underarter finns listade i Catalogue of Life.